# 토스트 샌드위치

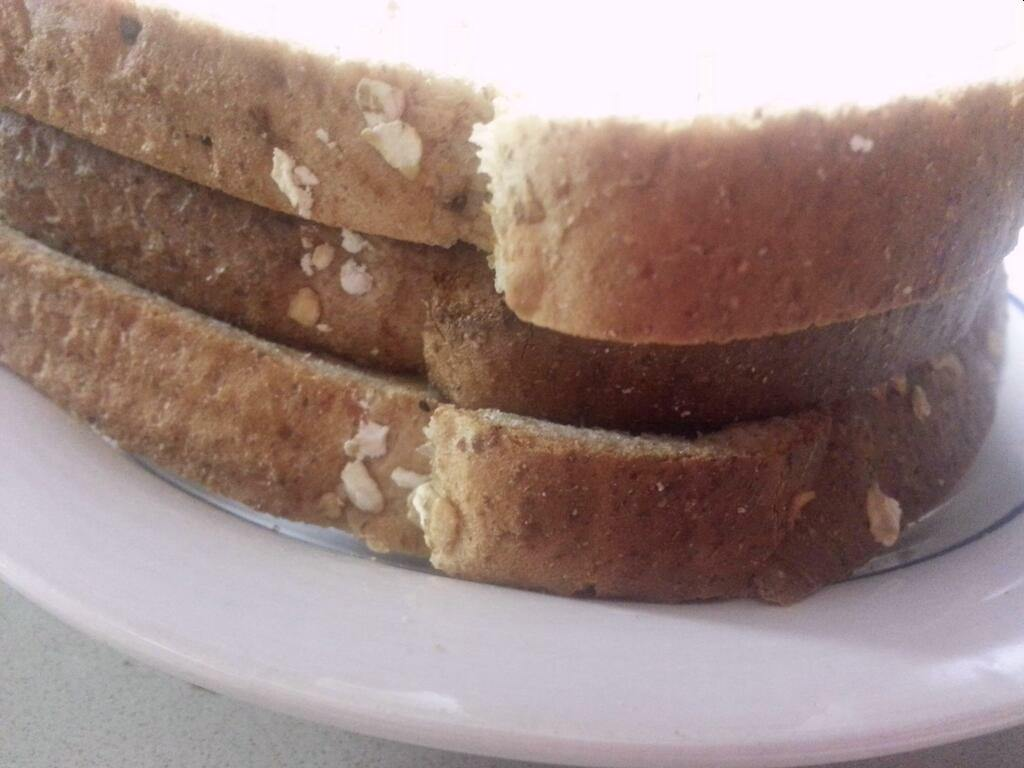

토스트 샌드위치(toast sandwich)는 두 조각의 빵 사이에 버터를 바른 구운 빵의 얇은 조각을 채우는 샌드위치이다. 1861년 레시피에는 맛에 따라 소금과 후추를 추가하라고 나와 있다.

## 빅토리아 레시피
토스트 샌드위치 조리법은 이사벨라 비튼(Isabella Beeton)의 1861년 가계 관리 책(Book of Household Management)의 유효하지 않은 요리 섹션에 포함되어 있다. 그리고 이러한 형태의 어떤 형태로든 환자의 식욕을 매우 유혹하는 것으로 밝혀질 것이다.

## 현대판
2011년 11월, 비튼의 가계 관리 책이 출시된 지 150년 만에 왕립화학학회에서 토스트 샌드위치를 맛보기로 재현했다. 사회는 샌드위치 당 £.075만큼 낮은 비용을 계산한 후 대 불황의 여파로 잊혀진 요리를 되살리기 위해 노력했다. 그들은 그것을 "국가에서 가장 경제적 인 점심"이라고 명명하여 더 저렴한 식용 식사를 만들 수 있는 사람에게 £ 200 (2021 년 £ 259.31에 해당)를 제공했다. 제출물이 너무 많아 제안이 7일 후에 마감되었고 £200가 무작위로 선택된 참가자에게 주어졌다.
헤스턴 블루멘탈(Heston Blumenthal)의 레스토랑인 팻 덕(Fat Duck)에서는 이상한 나라의 앨리스에서 영감을 받은 메인 코스인 "Mad Hatter's Tea Party(1892년경)"의 반찬으로 12개의 토스트 샌드위치가 제공된다. 토스트 샌드위치에 대한 블루메탈의 레시피에는 골수 샐러드, 달걀 노른자, 겨자, 가스 트리크, 마요네즈 및 토마토 케첩이 포함된다.

## 같이 보기
- 샌드위치 목록